# Héracléon
 (juillet 2018).
Si vous disposez d'ouvrages ou d'articles de référence ou si vous connaissez des sites web de qualité traitant du thème abordé ici, merci de compléter l'article en donnant les références utiles à sa vérifiabilité et en les liant à la section « Notes et références ».
Héracléon est un homme du IIe siècle, considéré comme hérétique pour avoir adopté le système de Valentin.
Il y apporta en réalité quelques changements, et travailla en particulier à ajuster la doctrine de l'Évangile à ce système. Il fit de nombreux commentaires sur les Évangiles de Saint Jean et de Saint Luc en faisant des explications allégoriques à destination des chrétiens pour qu'ils adoptent la doctrine de Valentin.
Il forma la secte des Héracléonites, qui soutenaient que Saint Jean était véritablement la voix qui avait annoncé le Sauveur, mais que les prophéties n’étaient que des sons en l’air qui ne signifiaient rien[Interprétation personnelle ?].
Ils se croyaient supérieurs aux apôtres dans la connaissance de la religion ; et sur ce fondement, ils avançaient d’étranges paradoxes, sous prétexte d’expliquer l’Écriture d’une manière sublime et relevée.[non neutre] Ils aimaient les interprétations mystiques, au point qu’Origène, qui était lui-même mystique, reprochât à Héracléon d'abuser de ces sortes d’explications.